# 蛛魂中队
蛛魂中队，正式名称为空军第26战斗中队。绰号黑寡妇或者蜘蛛王，是巴基斯坦空军北方空军司令部的一个多功能中队，目前驻扎在白沙瓦，操作中国产JF-17多用途战斗机。